# Puente Al Garhoud
El Puente Al Garhoud (en árabe: جسر القرهود) es uno de los cuatro puentes de carretera sobre el arroyo Dubái, y uno de los cinco cruces, en Dubái, Emiratos Árabes Unidos. El puente Al Garhoud forma el extremo oriental de la carretera de peaje (llamada Salik) que entró en operación el 1 de julio de 2007. Desde el comienzo de Salik, el viejo puente Al Garhoud ha visto poca cantidad de tráfico de Dubái.
El viejo Puente fue el segundo construido que cruzaba el arroyo, después del puente Al Maktoum. El puente se abrió en 1976. Un nuevo puente se construyó en 2008 para solventar los problemas del tráfico.